# Armand de Fluvià
Armand de Fluvià i Escorsa (Barcelona, 17 de octubre de 1931-Barcelona, 6 de septiembre de 2024) fue un genealogista y heraldista español, especialista en genealogías catalanas y en las dinastías de los condes de los condados catalanes y la Corona de Aragón. Bajo el seudónimo Roger de Gaimon fue uno de los fundadores del Movimiento Español de Liberación Homosexual y creador del Casal Lambda.

## Biografía

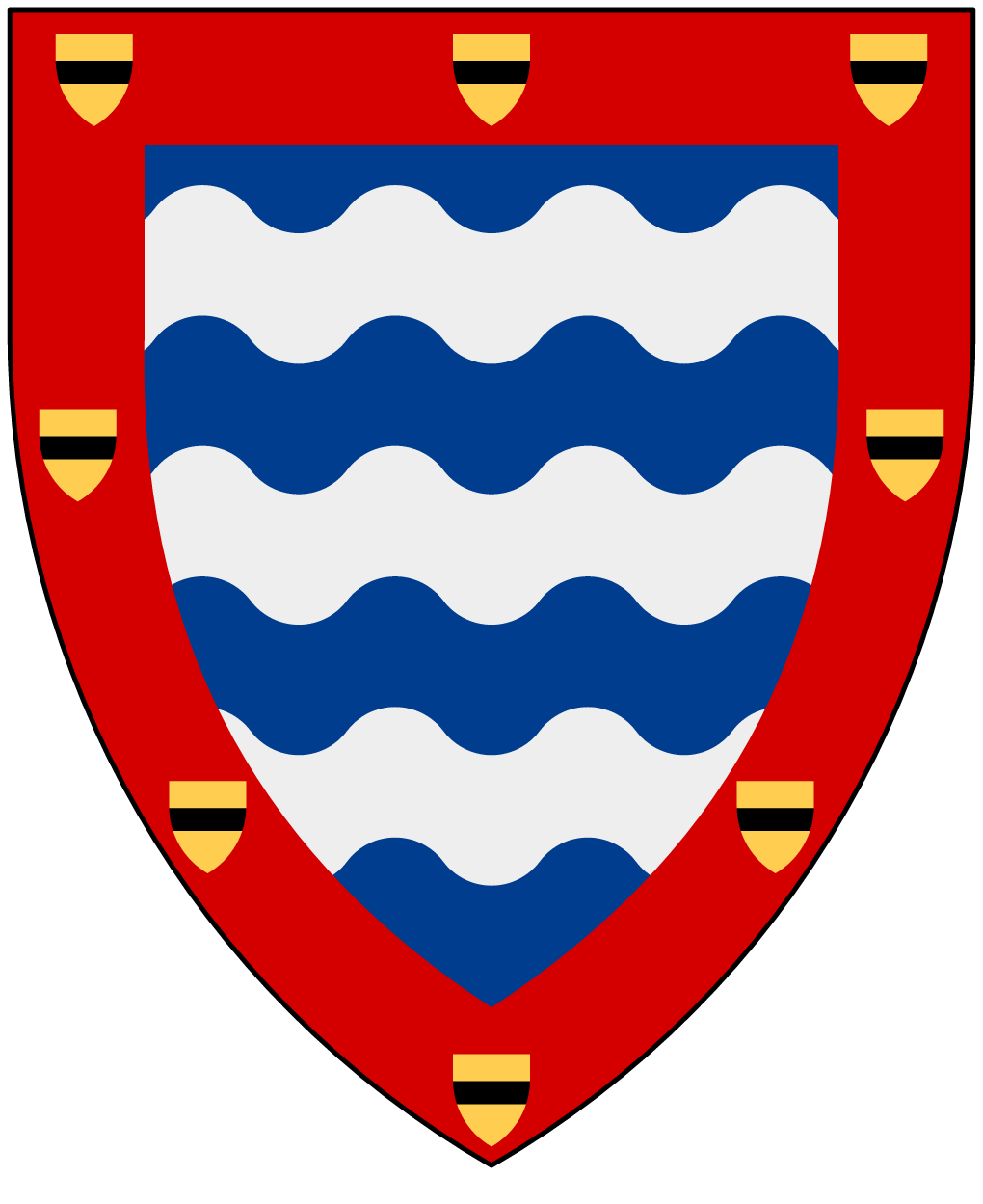
Escudo de armas de Armand de Fluvià.

Hijo de Armand de Fluvià i Vendrell, de familia de la alta burguesía catalana, estudió Derecho y se licenció en 1959 en la Universidad de Barcelona, ingresando en 1960 en el Colegio de Abogados de Barcelona. Estudió el primer curso de Paleografía y Diplomática, abandonándola posteriormente para dedicarse a la genealogía y la heráldica.
Fue miembro destacado del Instituto Internacional de Genealogía y Heráldica y del Instituto Salazar y Castro del CSIC. Fue miembro del Institut d'Estudis Gironins (1967) y socio numerario del Institut d'Estudis Empordanesos (1967-93). 
El 1953 formó parte del grupo monárquico Joventut Espanyola d'Acció (JEA). En 1957 fue encarcelado por su activismo político. En 1966 participó en la Capuchinada y hasta 1969 formó parte del secretariado político de Juan de Borbón, conde de Barcelona. Después se decantó por el independentismo catalán y en la defensa de los derechos de los homosexuales. En 1976 ingresó en Convergencia Socialista de Cataluña (CSC), que abandonó en 1979 para ser uno de los fundadores de Nacionalistas de Izquierda (Nd'E), y en 1985 su escisión Movimiento de Izquierda Nacionalista (MEN). Desde 1981 hasta 1993 fue miembro y activista de la Crida a la Solidaritat en Defensa de la Llengua, la Cultura i la Nació Catalanes.
En 1983 fundó la Societat Catalana de Genealogia, Heràldica i Sigil·lografia, actualmente llamada Societat Catalana de Genealogia, Heràldica, Sigil·lografia, Vexil·lologia i Nobiliària, de la cual fue presidente hasta 2007, y en 2007 la Institución Catalana de Genealogía y Heráldica (ICGenHer).
En 1983 fue asesor del Archivo Histórico de la Ciudad de Barcelona y del Archivo Nacional de Cataluña. En 1984 obtuvo el primer premio de Arenberg de genealogía y desde 1985 fue miembro de la Académie Internationale d'Héraldique. En 1996 cedió todo su fondo bibliográfico y documental a la Generalidad de Cataluña, al mismo tiempo que se oponía al cambio de símbolos heráldicos aprobados por el Ayuntamiento de Barcelona. En el año 2000 recibió la Cruz de San Jorge y en 2008 la Medalla de Honor de Barcelona.

### Activista homosexual
Sus viajes por Europa y la suscripción a la revista francesa Arcadie le permitieron estar en contacto con el movimiento gay internacional. Así un viaje a Holanda en 1959 le permitió visitar la discoteca DOK, en la que hombres bailaban abrazados lentamente. La revista Arcadie le permitió seguir los acontecimientos de Stonewall y los de Mayo del 68.
En 1970 realiza, junto con Mir Bellgai (Francesc Francino) y con ayuda de la revista Arcadie, una campaña contra la Ley de Peligrosidad y Rehabilitación Social, cuyo anteproyecto tenía previsto la condena de los homosexuales solo por el hecho de serlo. Consiguieron hacer llegar la protesta a los obispos procuradores en Cortes e incluso que la editorial de la revista Mundo calificara la medida de «desorbitada». Finalmente la ley "sólo" condenaba a aquellos que «probadamente realicen más de un acto de homosexualidad».
En vista del éxito, decidió fundar en 1970, junto con Mir Bellgai, el Movimiento Español de Liberación Homosexual (MELH), el primer grupo gay español. Eran unas 60 o 70 personas, de las cuales dos o tres eran mujeres, que estaban divididas en seis grupos. El grupo se reunía periódicamente de forma clandestina en las casas de los miembros, siendo Barcelona el foco central. Tuvieron la ayuda del activista francés André Baudry y el apoyo moral y económico del aristócrata madrileño Rafael Rosillo. En 1972 editaron algunos boletines mensuales bajo el nombre de Aghois (Agrupación Homosexual para la Igualdad Sexual) que se enviaba a Francia para su redistribución en España. Hacia 1973 o 1974 la policía se enteró y el ministro de Exteriores López Rodó presionó en Francia para que la revista Arcadie dejara de enviar los boletines del MELH. En 1974 participó en el I Congreso Internacional de Derechos Gays de Edimburgo, donde leyó sobre la situación de los homosexuales en España. También dio un curso de antropología sexual en la Universidad Catalana de Verano. Inmediatamente tras la muerte de Franco, funda en 1975 junto con otros el Front d'Alliberament Gai de Catalunya (FAGC), convirtiéndose en el Secretario General. Desde el FAGC impulsa la creación del Instituto Lambda (luego Casal Lambda), el primer centro cultural y de servicios para homosexuales de España. Fue el primer presidente del Instituto Lambda y desde 1995 es presidente de honor.
En 1978 fue la primera persona en salir del armario de forma pública en España. El hecho se produjo en el circuito catalán de Televisión Española, en los programas De bat a bat y Vostè pregunta. La respuesta fue, en general, positiva.

«La reacción fue fantástica, casi no me dejaban salir a la calle, todo el mundo quería felicitarme»
Armand de Fluvià

Hasta la década de 1980 continuó muy activo en el movimiento gay: impulsó la creación del Front d'Alliberament Gai de les Illes (FAGI) y del Front d'Alliberament Homosexual del País Valencià (FAHPV) en 1976, participó en la creación de la Coordinadora de Frentes de Liberación Homosexual del Estado Español (COFLHEE) en 1977, presidencia de la asamblea anual de la Asociación Gaya Internacional (AGI) en 1980, etc. De 1995 a 1997 fue presidente de la Federación Estatal de Gais y Lesbianas.

### Fallecimiento
A los 92 años y producto de una insuficiencia respiratoria, falleció en Barcelona el 6 de septiembre de 2024.

## Premios y reconocimientos
- 2000 Creu de Sant Jordi[4]
- 2008 Medalla de Honor de Barcelona
- 2008 Premio Hombre por la Igualdad otorgado en la ciudad de Sevilla por el colectivo Foro Hombres por la Igualdad.
- 2015 Medalla de Oro al Mérito Cultural. Ayuntamiento de Barcelona[5]
- 2018 Premio "17 de mayo" del Observatorio contra la Homofobia de Cataluña[6]
- 2019 "Premio 17 de mayo a las libertades públicas y derechos civiles" de la Unión General de Trabajadores[7]

## Obras
- Pacte de Joia (1974)
- Diccionari general d'heràldica, editorial EDHASA, Barcelona (1982), ISBN 84-350-0373-6
- Els Primitius Comtats i Vescomtats de Catalunya (1989)
- Els quatre pals, l'escut dels comtes de Barcelona (1994)
- A la recerca dels avantpassats (1995)
- Els símbols dels ens locals de Catalunya, Generalidad de Cataluña, Barcelona (2001), ISBN 84-393-5491-6
- El moviment gai a la clandestinitat del franquisme (1970-75) (2003)
- Repertori de grandeses, títols i corporacions nobiliàries de Catalunya II (2004)
- L’apropiació dels Símbols Nacionals de Catalunya per part d’historiadors aragonesos (2009)
- Catalunya, un país sense escut (2010)
- Historia de una falsificación Nobiliaria: La Baronia de Gavín en Aragón (2010)
- Manual d’Heràldica i Tècnica de Blasó (2011)